# Dzikie serce (telenowela 2013)
Dzikie serce (hiszp. Corazón Indomable) – meksykańska telenowela Televisy z 2013 roku, której producentem jest Nathalie Lartilleux. Jest to remake telenoweli tej samej stacji o tytule Marimar z 1994 roku w której główne role zagrali Thalía i Eduardo Capetillo. W rolach głównych występują: Ana Brenda Contreras i Daniel Arenas, zaś w rolę antagonistów wcielają się Elizabeth Alvarez, René Strickler i Rocío Banquells. Produkcja była emitowana w Meksyku na kanale Canal de las Estrellas. Była najchętniej oglądaną telenowelą w Meksyku i biła w rankingach emitowaną w paśmie prime-time Burzę (La Tempestad).

## Wersja polska
W Polsce telenowela była emitowana na kanale TV4 od 3 marca do 15 października 2015. Finałowy odcinek obejrzało 532 tys. widzów. Opracowaniem wersji polskiej zajęła się Agnieszka Figlewicz. Lektorem serialu był Kacper Kaliszewski.

## Obsada
- Ana Brenda Contreras jako Maricruz Olivares / María Alejandra Mendoza Olivares
- Daniel Arenas jako Octavio Narváez
- Elizabeth Alvarez jako Lucia Bravo de Narváez
- César Évora jako Alejandro Mendoza
- María Elena Velasco jako María Nicolasa Cruz
- Sergio Goyri jako Álvaro Sifuentes
- René Strickler jako Miguel Narváez
- Rocío Banquells jako Carola Canseco
- Ignacio López Tarso jako Ramiro Olivares
- Manuel Landeta jako Teobaldo / Ángel Alférez
- Ana Patricia Rojo jako Raiza Canseco
- Carlos de la Mota jako Emir Karim
- Alejandro Tommasi jako Bartolomé Montenegro
- Luis Uribe jako Mohammed
- José Carlos Ruiz jako Ojciec Julián
- Arleth Terán jako Natasha
- Carlos Cámara Jr. jako Eusebio Bermúdez / Nazario Bermúdez
- Juan Ángel Esparza jako José Antonio García
- Gaby Mellado jako Soledad "Solita" Olivares
- Ingrid Martz jako Doris Montenegro
- Toño Infante jako Morales
- Isadora Gonzalez jako Simona Irázabal
- Yuliana Peniche jako Ofelia
- Tanya Vazquez jako Mariana
- Michelle Ramaglia jako Aracely
- Elizabeth Valdéz jako Esther Bravo
- Ricardo Franco jako Eduardo Quiroga
- Marina Marín jako Santa
- Aurora Clavel jako Serafina
- Rafael Amador jako Tobías
- Jessica Decote jako Juanita
- Blanka Zandek jako Isabel Guzmán
- Jorge Alberto Bolaños jako Insunza
- Antonio Fortier jako Tony
- Gerardo Arturo jako Pedro "Perico"
- Rebeca Manriquez jako Nilda